# Гало-ефект
Гало-ефект (ефект ореолу; halo effect, від англ. halo — ореол, сяйво і лат. effectus — дія, результат) — це когнітивне упередження, внаслідок якого людина складає поверхневе та поспішне судження про що-небудь (явище, людину, речі), взявши за основу перше враження. Ефект ореолу — це «назва явища, при якому оцінювачі схильні піддаватися впливу своїх попередніх суджень щодо продуктивності чи особистості».
Офіційно термін ввів Едвард Лі Торндайк. Він дав назву цьому феномену у своїй 1920 статті «A Constant Error in Psychological Ratings». Спрощений приклад ефекту ореолу — це коли людина, помічаючи, що особа на фотографії приваблива, доглянута та правильно одягнена, припускає, використовуючи евристичне мислення, що сфотографована особа є хорошою на основі правил соціальної концепції цієї особистості. Ця постійна помилка в судженнях відображає уподобання, упередження, ідеологію, та соціальне сприйняття особистості.

## Передумови виникнення
- Відсутність достатньої кількості інформації. Людям тяжко зробити оцінку об'єкта, не маючи для цього певного «багажу» інформації та фактів.
- Поспіх. Щоб розібратися що до чого, потрібен час, а коли його мало, людський мозок хапається за «соломинку» та формує поспішні судження.
- Перенавантаження інформацією. Коли людський мозок перенавантажений, він намагається не збільшувати кількість засвоюваної інформації, чим спричиняє скоріше формування поверхневого враження.
- Яскраво виражені риси об'єкту. Якщо об'єкт має дуже яскраві риси, то мозку буває складно абстрагуватися від однієї (чи кількох) домінуючої риси. Таким чином, ми обираємо неправильний шлях для створення враження.
- Мала значущість об'єкту. Якщо об'єкт спостереження не несе великої значущості для людини, то вона не буде напружуватися і складати деталізоване враження про нього.
- Стереотипи сприйняття. Люди знаходяться під опосередкованим впливом соціальних стереотипів. Наприклад, прийнято вважати, що людина в окулярах — розумна.

## Історія
Вперше гало-ефект був ідентифікований в 1907 році американським психологом Фредеріком Л. Уеллсом (1884—1964). Однак офіційно ефект ореолу був визнаний лише у 1920 році, завдяки емпіричним доказам, наданим психологом Едвардом Торндайком (1874—1949). Едвард Торндайк був першим, хто сказав, що ефект ореолу — це специфічне когнітивне упередження, при якому один аспект особи, бренду, продукту чи установи впливає на думки або судження інших аспектів або вимірів сутності.  Торндайк, ранній біхевіорист, зробив важливий внесок у вивчення психології навчання. Він дав назву цьому феномену у своїй статті 1920 року «Постійна помилка в психологічних оцінках». У «Постійній помилці» Торндайк вирішив повторити дослідження в надії зафіксувати упередження, яке, на його думку, було присутнім у цих рейтингах. Подальші дослідники досліджували її у зв'язку з привабливістю та її впливом на судову та освітню системи.  Торндайк спочатку ввів термін, що стосувався лише людей; однак його використання було значно розширено, особливо в області маркетингу.

## Докази
У «Постійній помилці в психологічному рейтингу» Торндайк попросив двох командирів оцінити своїх солдатів з точки зору фізичних якостей (охайність, голос, статура, витривалість та енергія), інтелекту, лідерських навичок та особистих якостей (в тому числі надійність, лояльність, відповідальність, безкорисливість і співпраця).  У дослідженні Торндайка привабливість відіграє важливу роль у тому, як люди схильні розглядати людину. Наприклад, товариська вона чи ні, спираючись на її зовнішній вигляд. Його метою було побачити, як оцінки однієї характеристики впливають на інші.
Дослідження Торндайка показало, що у відповідях командирів була занадто велика кореляція. У своєму огляді він заявив: "Співвідношення занадто високі та надто рівні. Наприклад, результати однієї з особливих якостей офіцера часто запускали тенденцію в рейтингових результатах. Якби офіцер мав особливий «негативний» атрибут, наданий командиру, він корелював би з іншими результатами цього солдата.

## Ресурси Інтернету
- Чалдини Р. Кто кому и почему нравится [Архівовано 3 листопада 2010 у Wayback Machine.]
- Юдковски Е. Эффект ореола [Архівовано 28 січня 2014 у Wayback Machine.]